# Карлаццо
Карлаццо (італ. Carlazzo) — муніципалітет в Італії, у регіоні Ломбардія, провінція Комо.
Карлаццо розташоване на відстані близько 540 км на північний захід від Рима, 70 км на північ від Мілана, 27 км на північ від Комо.
Населення — 3130 осіб (2014).

## Демографія
Населення за роками:

Станом на 1 січня 2023 року в муніципалітеті офіційно проживав 201 іноземець з 37 країн, серед них 80 громадян країн Євросоюзу та 11 громадян України.

## Сусідні муніципалітети
- Бене-Ларіо
- Корридо
- Кузіно
- Грандола-ед-Уніті
- Порлецца
- Сан-Бартоломео-Валь-Каварнья
- Сан-Наццаро-Валь-Каварнья
- Валь-Реццо